# Rapport présentenciel
En droit pénal canadien, un rapport présentenciel est un rapport préparé par un agent de probation afin d'orienter le juge sur la peine qu'il doit imposer. Une affaire pénale est généralement ajournée afin de permettre à l'agent de probation de préparer le rapport présentenciel, ce qui prend entre deux et quatre semaines. 
Le rapport présententiel contient une évaluation de la capacité du contrevenant de respecter les lois. Il décrit « son potentiel de réinsertion sociale, sa situation personnelle et sociale, sa personnalité et son caractère, ses antécédents judiciaires, son milieu de vie, les circonstances de l'infraction, son potentiel de réinsertion sociale et tout autre sujet demandé par le tribunal ».
Selon le ministère de la justice de la Nouvelle-Écosse, un rapport présentenciel a pour but d'offrir « un aperçu de l’accusé en tant que personne, dans la société, et inclut des renseignements généraux sur sa famille, son éducation, son emploi, sa santé mentale et physique, ses associés, ses activités sociales, ses moyens financiers, son style de vie, ses intérêts, ses plans pour l’avenir, son potentiel et ses motivations ». L'agent de probation doit interroger le contrevenant, vérifier les références pour remplir le rapport, s'assurer que chaque source d'information est bien identifiée et soumettre le rapport au tribunal. 
D'après Sécurité publique Canada, « les agents de probation qui préparent un RP doivent interroger les délinquants, leurs familles, leurs employeurs et leurs professeurs. Ils doivent également consulter les dossiers de la police et des services correctionnels pour fournir aux tribunaux des renseignements qui leur permettront de se faire une idée de la nature du délinquant et de sa volonté de changer ».